# Скорбященская церковь (Новочеркасск)
Храм в честь иконы Божией Матери «Всех Скорбящих Радость» — утраченный православный храм Старочеркасского Ефремовского монастыря в городе Новочеркасск.

## История
В 1870-х годах в Новочеркасске на Крещенском спуске настоятельница Старочеркасского Ефремовского монастыря игумения Иннокентии (Петровой) устроила подворье Старочеркасского Ефремовского женского монастыря, в котором во время разливов Дона жили монахини. Позднее в городе было решено построить часовню в честь спасения семьи императора Александра III в железнодорожной катастрофе на Крещенском (Красном) спуске в Новочеркасске около железнодорожного вокзала.
В 1889 году было получено разрешение на строительство часовни, однако к этому времени, прихожане решили строить не часовню, а храм. Архиепископ Макарий принял решение о строительстве в городе храма. Строительство храма было освящено в 1891 году епископом Аксайским Иоанном (Митропольским).
Проект храма выполни московский архитектор А. С. Каминский. В конце 1892 года храм с иконостасом бы построен. 12 декабря 1893 года его освятил архиепископ Макарий (Миролюбов).
Благодаря стараниям игумении Иннокентии подворье со Скорбященским храмом постепенно приобретало вид монастыря. К концу XIX века здесь построили корпуса для монашествующих и послушниц, дом для настоятельницы и др.
Церковь была снесена в 1950-х годах. В настоящее время на ее месте находится двухэтажное жилое здание, сохранился дом игумении Иннокентии с металлической оградой.

## Настоятели
- Александр Власов (1892 — 2 февраля 1896)
- Григорий Грачёв (2 февраля 1896 — ?)
- Захария Лобов (28 марта 1921 — 5 октября 1923)

## Архитектура
Здание представлял собой квадратный пятиглавой каменный храм, построенный в русском стиле с алтарем в виде пятигранного полукружия. По двум сторонам алтаря расположены ризница и пономарка. Длина церкви составляла около 14 метров, с алтарной частью — около 20 метров. Иконостас был выполнен московской мастерской Н. Г. Лебедева, иконы написал художником С. К. Швырев. Колокола храма отливались в Ростове-на-Дону на заводе С. Е. Василенко. Строительство храма вел И. Г. Радомский. Около храма по Крещенскому спуску были сооружены в виде часовни двухъярусные Святые ворота.